# Hyangchal
El hyangchal (literalmente ‘letra vernácula’) es un sistema arcaico de escritura en coreano que fue utilizado para representar la lengua coreana en hanja. En este sistema los caracteres chinos se podían leer en coreano, dando a cada sílaba un carácter asociado. El hyangchal se clasifica como subgrupo del Idu. 
Data del siglo X, y la primera mención está en la biografía del monje Kyun Ye's, en la época del reino de Silla. Es el método coreano más conocido de los usados para escribir poesía vernácula, y fue utilizado para transcribir las letras de canciones coreanas. Su uso fue abandonado en el siglo XV, tras la creación del Hunmin-jŏngŭm, aunque no se conocen las razones.
Subsisten veinticinco poemas que demuestran que la poesía vernácula utilizó palabras coreanas nativas, el orden de las palabras coreano, pero cada sílaba fue transcrita con un solo gráfico. El sistema cubrió sustantivos, verbos, adjetivos, adverbios, partículas, sufijos, y verbos auxiliares. El uso del hyanchal continuó durante la dinastía Goryeo cuando fue utilizado para recogerla poesía nativa.